# Hemibungarus
Hemibungarus – rodzaj jadowitych węży z podrodziny Elapinae w obrębie rodziny zdradnicowatych (Elapidae).

## Rozmieszczenie geograficzne
Rodzaj obejmuje gatunki występujące endemicznie w Filipinach (Catanduanes, Cebu, Guimaras, Luzon, Masbate, Mindoro, Negros, Panay, Polillo i Samar).

## Systematyka
Rodzaj zdefiniował w 1862 roku niemiecki zoolog Wilhelm Peters w artykule zatytułowanym O zróżnicowaniu kraniologicznym rodzaju węży Elaps i o nowym gatunku rodzaju Simotes, S. semicinctus, opublikowanym w czasopiśmie „Monatsberichte der Königlichen Preussische Akademie des Wissenschaften zu Berlin”. Gatunkiem typowym jest (oznaczenie monotypowe) H. calligaster.

### Etymologia
- Brachyrhynchus: gr. βραχυς brakhus ‘krótki’[5]; ῥυγχος rhunkhos ‘pysk, ryj, dziób’[6]. Gatunek typowy (oryginalne oznaczenie): Elaps calligaster Wiegmann, 1834.
- Hemibungarus: gr. ἡμι- hēmi- ‘pół-, mały’, od ἡμισυς hēmisus ‘połowa’[7]; rodzaj Bungarus Daudin, 1803.

### Podział systematyczny
Do rodzaju należą następujące gatunki: 
- Hemibungarus calligaster (Wiegmann, 1834)
- Hemibungarus gemianulis Peters, 1872
- Hemibungarus mcclungi Taylor, 1922